# Verzál
A verzál vagy verzális a tipográfiai kiemelésnek az a fajtája, amelynek során a folyó szöveg egyes elemeit vagy részeit NAGYBETŰVEL szedik. A magyar szerkesztői és tipográfiai gyakorlatban a verzál alkalmazása a 19–20. századra volt inkább jellemző, amikor a személyneveket vagy az iniciálékat követő szót, illetve teljes sort emelték ki ily módon. Napjaink könyvkiadásában a címnegyedíven (címoldal, kolofonoldal stb.) és a főszöveg címsorain kívül egyre kevésbé alkalmazott eljárás. A szedéstükröt gyakran tipográfiailag túltagolttá, az olvasást nehezebbé teszi, ezért folyó szövegben jellemzően a kiskapitális (kapitälchen) szedés váltotta fel. Szemben a VERZÁLIS SZEDÉSSEL, a kapitälchen betűk magassága megegyezik a kisbetűk kiosztásával.
Az internetes szokások (a netikett) szerint ez az írásmód a kiabálást jelöli, ezért általában nem ajánlott.

## Lásd még
- Kurziválás
- Fettelés